# Катица Лугумерски
Катица Лугумерски (Земун, 7. новембар 1855 — Крагујевац, 16. новембар 1920) била је српска глумица.

## Биографија
Рођена је као Катица Рашић у Земуну 26. октобра по старом односно 7. новембра 1855. године по новом календару. Основну школу је завршила у Земуну. У новембру 1870. године је први пут ступила на позоришну сцену. Било је то у Српском народном позоришту у Новом Саду. У августу 1871. године је прешла у Народно позориште у Београду где је остала као глумица до пензионисања 1902. године, осим периода од 11 месеци када је била у глумачкој трупи Ђорђа Пелеша током 1875-1876.
Неке од њених значајнијих улога су: Емилија у Шекспировом Отелу, Госпођа Нерније у Бизбар-Нисовој Париској сиротињи, Јакинта у В. Диканжовој Крвној освети, Стана у делу „Станоје Главаш” Ђуре Јакшића, Марија у делу „Пучина” Бранислава Нушића, Ката у делу „Коштана” Боре Станковића. У току кратког периода боравка у Новом Саду није сачуван назив ниједне њене улоге.
Удала се за глумца Лазу Лугумерског (1842-1886).
Одликована је орденом Светог Саве V реда. Умрла је 1920. године у Крагујевцу.